# Port lotniczy Londyn-Biggin Hill
Port lotniczy Londyn-Biggin Hill (ang.: London Biggin Hill Airport, kod IATA: BQH, kod ICAO: EGKB) – port lotniczy zlokalizowany w dzielnicy Londynu – Bromley (Wielka Brytania, Anglia) 

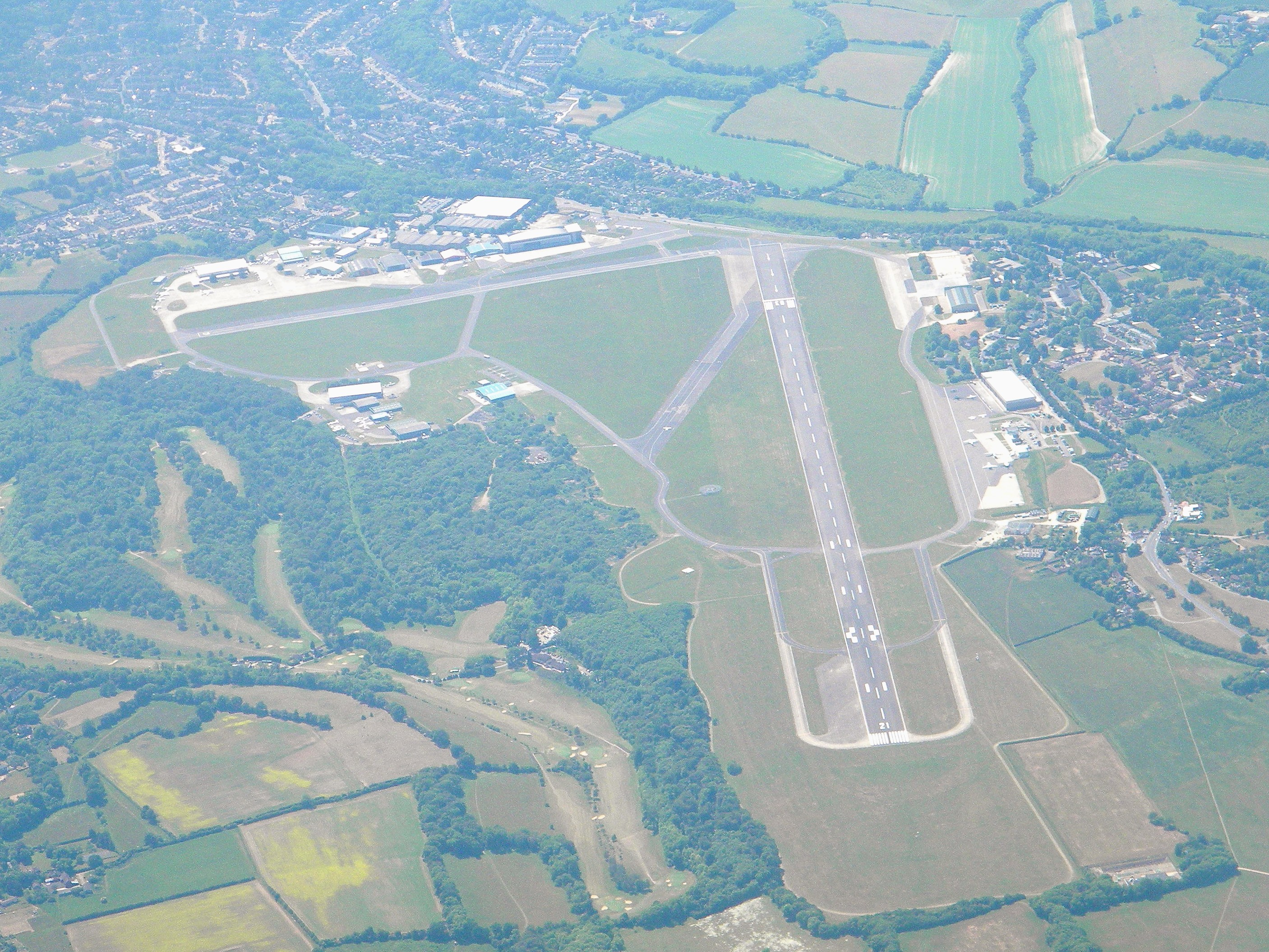
Widok lotniska z lotu ptaka w 2011